# Sejad Salihović
Sejad Salihović (nascut el 8 d'octubre de 1984 en Zvornik) és un futbolista bosnià que actualment juga pel 1899 Hoffenheim de la Bundesliga alemanya.